# Samuel Guichenon
Samuel Guichenon (Mâcon, 18 agosto 1607 – Châtillon-sur-Chalaronne, 8 settembre 1664) è stato uno storico, genealogista, avvocato e conte palatino francese.

## Biografia
Samuel Guichenon era uno dei tre figli di Grégoire Guichenon e di Claudine Chaussat, una famiglia calvinista originaria di Châtillon-les-Dombes. Il padre era stato chirurgo a Bourg-en-Bresse e la madre era figlia di un ricco mercante di  Bourg-en-Bresse, ma si erano stabiliti a Mâcon per avvicinarsi alla comunità protestante di Pont-de-Veyle.
Vive un'adolescenza turbolenta ed è d'"umore prodigo e cuore tenero"; studia diritto a Annonay in Ardèche e poi ottiene il  dottorato a Lione.
Sotto l'influenza di un venerabile ecclesiastico di Bourg-en-Bresse, a seguito di un viaggio in  Italia e alla scoperta che fa di  Francesco d'Assisi, Samuel abiura il calvinismo e si converte al cattolicesimo nel 1630. Inizia gli studi giuridici e diventa avvocato a Bourg-en-Bresse.
Avrà tre mogli tra cui una ricca vedova che gli darà mezzi di sussistenza sufficienti a  permettergli di dedicarsi completamente alle ricerche storiche che sono la sua sola passione.
Nel 1650  pubblica la sua  Histoire de la Bresse et du Bugey ma rifiuta di scrivere  l'«Histoire de la Dombes» nel senso richiestogli da Vaugelas perché comportavano la giustificazione dell'annessione di questa provincia alla Francia, portando alcuni pregiudizi alla storia. Sempre nel 1650, è nominato storiografo dinastico di Casa Savoia sotto la reggenza della duchessa di Savoia, Cristina di Borbone-Francia e per intraprendere la storia degli Stati di Savoia, si trasferisce a Torino. Nel 1651, gli è concessa la dignità di conte palatino dall'imperatore Ferdinando III.
Storico corretto, espone in buona fede i diritti ereditari di Casa Savoia su diversi territori passati sotto altri possedimenti, come Ginevra e Cipro, il che indispone la Corte dei Savoia e lo mette in difficoltà, tanto più che per altri versi non è d'accordo con il lavoro di cronisti tradizionali. Chiarisce alcuni punti oscuri nella storia della Casa Savoia e rivela alcuni segreti ben tenuti, il che provoca non poche polemiche con altri storici. Infine sotto pressione, riconosce come ben fondata l'origine sassone di Casa Savoia per preservare il suo legame organico con l'imperatore tedesco, e conferma la politica di espansione regionale verso l'Italia del Duca, che abbandona definitivamente i propri diritti e pretese sui territori occidentali, ormai troppo difficili da acquisire o mantenere, a causa delle pressioni della Francia.
Nel 1658 Luigi XIV lo nobilita e lo nomina storiografo di Francia. La sua opera Histoire généalogique de la Royale Maison de Savoie è pubblicata a Lione nel 1660  ed è presentata a Cristina di Francia, madre del duca Carlo Emanuele II.
Questo libro segna l'inizio di una nuova epoca storiografica in cui la ricerca è ora basato sull'autenticità delle informazioni e sulla razionalità degli studi. È decorato con la Croce di San Maurizio. Il suo ultimo lavoro, mai pubblicato è il panegirico dedicato a  Cristina di Francia, come Il Sole al suo apogeo, redatto negli ultimi mesi della sua vita.
La sua reputazione è molto importante fino alla fine del XVIII secolo. È sepolto nella chiesa dei giacobini a Bourg-en-Bresse.

## Opere
- Histoire de la Bresse et du Bugey (1650).
- Le Soleil en son Apogée ou Histoire de Chrestienne de France, Duchesse de Savoie, Princesse de Piémont, Reyne de Chypre (1664)
- Histoire généalogique de la Royale Maison de Savoie ou Histoire généalogique de la Royale Maison de Savoie justifiée par titres, fondations de monastères, manuscrits, anciens monumens, histoires, et autres preuves authentiques, presso Jean-Michel Briolo (1660).
Fu accusato della storiografo Antoine Varillas d’avere copiato lo storico Giovan Battista Nani senza averlo citato. Tuttavia, il lavoro di quest'ultimo è apparso solo due anni dopo quello di Guichenon[4].
- Bibliotheca Sébusiana, presso Jean-Michel Briolo (1660)
- Episcopum Bellicensium chronologica series (1642)
- Histoire de la souveraineté de la Dombes
Il libro non fu pubblicato durante la sua vita. Fu intrapreso su richiesta della grande Mademoiselle che era principessa di Dombes. Tuttavia, fu accusato di aver omessi fatti accaduti[4].